# Медисин Лоџ (Канзас)
Медисин Лоџ (енгл. Medicine Lodge) град је у америчкој савезној држави Канзас.

## Демографија
По попису из 2010. године број становника је 2.009, што је 184 (-8,4%) становника мање него 2000. године.
| Група             | 2000.         | 2010.         |
| Белци             | 2.131 (97,2%) | 1.904 (94,8%) |
| Афроамериканци    | 8 (0,4%)      | 14 (0,7%)     |
| Азијати           | 2 (0,1%)      | 9 (0,4%)      |
| Хиспаноамериканци | 37 (1,7%)     | 49 (2,4%)     |
| Укупно            | 2.193         | 2.009         |